# Ladislav (Hercegovac)
Ladislav is een plaats in de gemeente Hercegovac in de Kroatische provincie Bjelovar-Bilogora. De plaats telt 468 inwoners (2001).